# Ħ
A ħ (latin small/capital letter h with stroke) a máltai ábécé tizenegyedik betűje, előtte a h, utána az i áll. Hangértéke: [ħ].

## Bevitele a számítógépen

### Billentyűkombinációkkal
| Billentyűzetkiosztás | kisbetű        | nagybetű       |
| -------------------- | -------------- | -------------- |
| Windows billentyűzet | AltGr+H        | AltGr+Shift+H  |
| Apple billentyűzet   | nem lehetséges | nem lehetséges |

### Karakterkódolással
| Karakterkészlet | Kisbetű (ħ) | Nagybetű (Ħ) |
| --------------- | ----------- | ------------ |
| EBCDIC          | 295         | 294          |
| Bináris EBCDIC  | 100100111   | 100011110    |
| Unicode         | U+0127      | U+0126       |

### Angolul
- EBCDIC-kódok
- Kis- és nagybetűs Unicode-kódok
- Máltai kiejtés és írás